# 출발의 노래
출발의 노래(프랑스어: Le Chant du Départ)는 1799년부터 1815년까지 사용한 프랑스의 국가로, 마리 조세프 셰니에르가 작사, 에티엔 메윌이 작곡했다. 현재는 프랑스령 기아나의 지역 찬가(Regional Anthem)로 쓰인다.

## 가사
Un député du Peuple

La victoire en chantant

Nous ouvre la barrière.

La Liberté guide nos pas.

Et du Nord au Midi

La trompette guerrière

A sonné l'heure des combats.

Tremblez ennemis de la France

Rois ivres de sang et d'orgueil.

Le Peuple souverain s'avance,

Tyrans descendez au cercueil.

Chant des guerriers (Refrain)

La République nous appelle

Sachons vaincre ou sachons périr

Un Français doit vivre pour elle

Pour elle un Français doit mourir.

Un Français doit vivre pour elle

Pour elle un Français doit mourir.

Une mère de famille

De nos yeux maternels ne craignez pas les larmes:

Loin de nous de lâches douleurs!

Nous devons triompher quand vous prenez les armes:

C'est aux rois à verser des pleurs.

Nous vous avons donné la vie,

Guerriers, elle n'est plus à vous;

Tous vos jours sont à la patrie:

Elle est votre mère avant nous.

(Refrain)

Deux vieillards

Que le fer paternel arme la main des braves;

Songez à nous au champ de Mars;

Consacrez dans le sang des rois et des esclaves

Le fer béni par vos vieillards;

Et, rapportant sous la chaumière

Des blessures et des vertus,

Venez fermer notre paupière

Quand les tyrans ne seront plus.

(Refrain)

Un enfant

De Barra, de Viala le sort nous fait envie;

Ils sont morts, mais ils ont vaincu.

Le lâche accablé d'ans n'a point connu la vie:

Qui meurt pour le peuple a vécu.

Vous êtes vaillants, nous le sommes:

Guidez-nous contre les tyrans;

Les républicains sont des hommes,

Les esclaves sont des enfants.

(Refrain)

Une épouse

Partez, vaillants époux; les combats sont vos fêtes;

Partez, modèles des guerriers;

Nous cueillerons des fleurs pour en ceindre vos têtes:

Nos mains tresserons vos lauriers.

Et, si le temple de mémoire

S'ouvrait à vos mânes vainqueurs,

Nos voix chanterons votre gloire,

Nos flancs porteront vos vengeurs.

(Refrain)

Une jeune fille

Et nous, sœurs des héros, nous qui de l'hyménée

Ignorons les aimables nœuds;

Si, pour s'unir un jour à notre destinée,

Les citoyens forment des vœux,

Qu'ils reviennent dans nos murailles

Beaux de gloire et de liberté,

Et que leur sang, dans les batailles,

Ait coulé pour l'égalité.

(Refrain)

Trois guerriers

Sur le fer devant Dieu, nous jurons à nos pères,

À nos épouses, à nos sœurs,

À nos représentants, à nos fils, à nos mères,

D'anéantir les oppresseurs:

En tous lieux, dans la nuit profonde,

Plongeant l'infâme royauté,

Les Français donneront au monde

Et la paix et la liberté.

(Refrain)
민중 대표

승리가 노래를 부른다

그 문을 우리에게 열고서,

자유가 우리의 걸음을 인도한다.

그리고 북쪽에서 남쪽까지

전투의 나팔이 울리며

싸움의 때를 알린다.

떨지어다, 프랑스의 적들이여,

피와 명예에 취한 왕들이여

자주의 민중이 전진하리니

폭군이여, 무덤에 내려가 숨어라!

군인들의 노래 (후렴)

공화국이 우리를 부른다,

이제 승전할 것인가, 아니면 패멸할 것인가.

프랑스인은 그것을 위해 살아야 하고,

그것을 위해 프랑스인은 죽어야 한다.

프랑스인은 그것을 위해 살아야 하고,

그것을 위해 프랑스인은 죽어야 한다.

가족의 어머니

우리의 모성이 눈물 흘려도 두려워 말아라,

비겁한 슬픔이여, 우리에게서 떠나가라!

너희가 무기를 들면 우리는 승리하리니

눈물 흘려야 할 것은 왕들이다.

우리는 너희에게 생명을 주었으나,

전사들아, 그것은 이제 너희의 것이 아니다.

너희의 모든 나날은 모국의 것이니,

우리가 아닌 그녀가 너희의 어머니다.

(후렴)

두명의 노인

조상들의 칼이 용사의 손에 쥐어지도록 하라,

마르스의 전장에서의 우리 모습을 기억하라,

왕과 노예들의 피로 세례하라,

그 칼은 노인들의 축복을 받았으니.

그리고 다시 집으로 돌아오라,

상처와 미덕을 모두 가지고

너희가 눈을 감아야 할 때는,

더 이상 폭군이 없을 때뿐이다.

(후렴)

어린아이

바라와 비알라의 최후는 우리를 시샘케 하였네,

그들은 죽었으나 승리하였으니.

비겁자는 세월의 무게에 눌려도 인생을 알지 못하나,

민중을 위해 죽는 자는 삶을 살았네.

당신들은 용맹하고, 우리도 그러하니

폭군과 싸울 때에 우리를 이끌라.

공화국민은 진정한 어른이나

그 노예들은 어린아이와 같으니.

(후렴)

부인

떠나라, 용맹한 남편이여, 전투의 축제가 벌렸다,

떠나라, 용사들의 귀감이여!

우리가 꽃을 꺾어 그 머리에 씌워주고

우리의 손이 월계관을 만들 것이니,

만약 추모의 관이 열려

그대의 용맹한 공적을 기려야 할 때면

우리의 목소리는 그 영광을 부르고

우리의 몸은 그 복수자를 낳을 것이니.

(후렴)

젊은 아가씨

그리고 우리 영웅의 자매들은, 히메나이오스가

사랑의 끈을 묶으려 해도 알지 못한다.

언젠가 우리와 그들의 운명이 묶일 때에

시민들은 그 소원을 표명하리니,

그들이 우리의 성으로 돌아와

영광과 자유의 치장을 받기를,

그리고 전장에서 그들의 피가

평등을 위해 흘려졌기를.

(후렴)

3명의 전사들

무기 위에서, 신 앞에서 맹세한다, 우리의 아버지에게,

우리의 부인에게, 우리의 자매에게,

우리의 대표자에게, 우리의 아들에게, 우리의 어머니에게,

그 억압자들을 진멸하리라고.

이제 어디서든, 어두운 밤 속이라도

그 악명높은 왕가를 몰락시켜

이 프랑스인들이 전세계에

평화와 자유를 안겨주리라고.

(후렴)